# 圣埃格雷沃
圣埃格雷沃（法語：Saint-Égrève，法語發音：[sɛ̃.t‿eɡʁɛv]）是法国伊泽尔省的一个市镇，位于该省中部，省会格勒诺布尔市区西北部，伊泽尔河右岸，属于格勒诺布尔区。

## 地理
圣埃格雷沃（45°13'54"N, 5°40'59"E）面积10.88 平方千米，位于法国奥弗涅-罗讷-阿尔卑斯大区伊泽尔省，该省份为法国东南部内陆省份，北起顺时针与安省、萨瓦省、上阿尔卑斯省、德龙省、阿尔代什省、卢瓦尔省和罗讷省。
与圣埃格雷沃接壤的市镇（或旧市镇、城区）包括：丰塔尼勒-科尔尼永、圣马丹勒维努、萨瑟纳日、格勒诺布尔、诺亚雷、普罗韦雪、凯昂沙特勒斯。

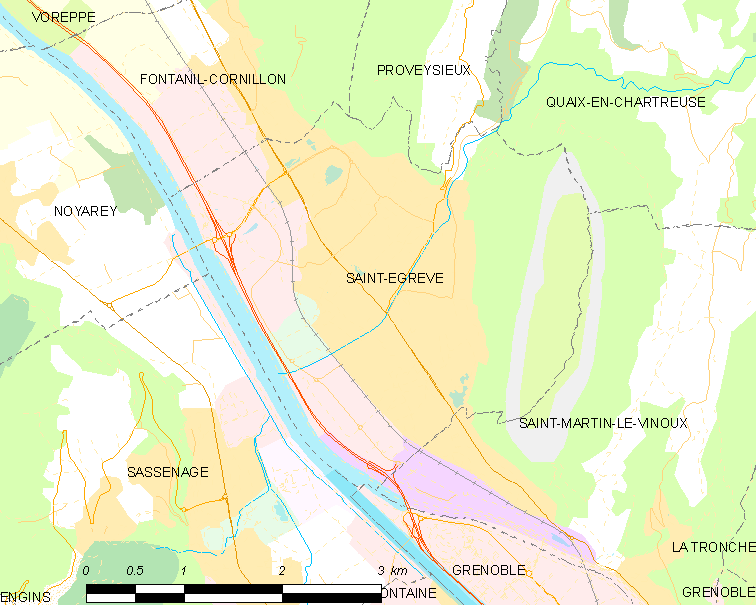
圣埃格雷沃的OSM定位图

圣埃格雷沃的时区为UTC+01:00、UTC+02:00（夏令时）。

## 行政
圣埃格雷沃的邮政编码为38120，INSEE市镇编码为38382。

## 政治
圣埃格雷沃所属的省级选区为格勒诺布尔第二县。

## 人口

1962-2008年间圣埃格雷沃人口变化图示

圣埃格雷沃于2022年1月1日时的人口数量为17930人。

## 友好城市
- 德国 卡尔本（1974年）
- 波蘭 馬佐夫舍地區明斯克（1991年）
- 捷克 克爾諾夫（1991年）
- 義大利 科里（1999年）